# فرد بوكر
فرد بوكر (بالإنجليزية: Fred Booker)‏ هو عازف قيثارة أمريكي، ولد في 1939، وتوفي في 2008.